# Javier Rioyo Jambrina
Javier Rioyo Jambrina (Madrid, 20 d'octubre de 1952) és un periodista, guionista i director de cinema espanyol.

## Biografia
És llicenciat en Ciències de la Informació i ha realitzat estudis en Ciències Polítiques, Sociologia i Filologia. D'estudiant milità a la Lliga Comunista Revolucionària. El 1980 ingressa a Radio Nacional de España i posteriorment ha estat presentador i director de programes culturals a Canal+, TVE, i Antena 3. Influït per Basilio Martín Patino i Jaime Chávarri, es va introduir en el món del documental. El 1997 va dirigir amb José Luis López-Linares el documental Asaltar los cielos, pel que va rebre un dels premis Ondas 1997 i un dels Premis Turia. Amb López Linares dirigiria els documentals Lorca, así que pasen cien años (1998), A propósito de Buñuel (2000), i Extranjeros de sí mismos (2000), que fou nominada al Goya a la millor pel·lícula documental. El 2012 va dirigir el curtmetratge Un cineasta en La Codorniz que fou nominada al Goya al millor curtmetratge documental. El 2004 col·laboraria com a tertulià al programa de televisió Extravagario.
El 2011 fou nomenat del centre de l'Institut Cervantes de Nova York en substitució d'Eduardo Lago. Va ocupar el càrrec fins a setembre de 2013, quan fou substituït per Ignacio Olmos. El 2014 fou nomenat responsable del centre de l'Institut Cervantes a Lisboa El febrer de 2019 deixà el càrrec i passà a dirigir el centre de Tànger de la mateixa institució.

## Filmografia
- Asaltar los cielos (1997)
- Lorca, así que pasen cien años (1998)
- A propósito de Buñuel (2000)
- Extranjeros de sí mismos (2000)
- Un instante en la vida ajena (2003)
- Alberti para caminantes (2003)
- Il miracolo Spagnuolo (2004)
- Alivio de luto (2005)
- Tánger, esa vieja dama (2007)
- Cuando Hollywood estaba en la Gran Vía (2010)
- Un cineasta en La Codorniz (2012)